# After Office Hours
 After Office Hours és una pel·lícula estatunidenca dirigida per Robert Z. Leonard, estrenada el 1935.

## Argument
Jim Branch és redactor en cap d'un gran diari, i vol que el seu rotatiu tregui exclusives. S'enganxa amb una de les seves periodistes, la bella i rica Sharon Norwood, una dona de món, neboda del propietari del diari: Branch considera que no és allà més que per divertir-se, i la torna per a incompetència. Quan comprèn que les relacions mundanes de Sharon li permetran aclarir un tema d'un procés de divorci, el procés Patterson que aconsegueix grans titulars, intenta seduir-la, però s'enamora d'ella. Branch sospita que l'advocat Tommy Bannister és corrupte, i implicat en el procés i gran amic de Sharon, però aquesta no suporta aquestes sospites, i en una vesprada, Sharon deixa Branch i marxa a sopar amb Bannister. L'endemà, l'esposa de Patterson és trobada morta; era l'amant de Bannister, i Sharon, de bona fe, servirà de coartada al seu amic advocat. Branch sabrà desemmascarar el culpable i recuperar els favors de Sharon.

## Repartiment
- Clark Gable: Jim Branch
- Constance Bennett: Sharon Norwood
- Stuart Erwin: Hank Parr
- Billie Burke: Mrs. Norwood
- Harvey Stephens: Tommy Bannister
- Katharine Alexander: Julia Patterson
- Hale Hamilton: Henry King Patterson
- Henry Travers: Cap
- Henry Armetta: el restaurador italià
- Charles Richman: Jordan
- Herbert Bunston: Barlow, el majordom
- Stanley Andrews
- William Demarest
- Tom Dugan
- Margaret Dumont
- James Ellison
- Pat Flaherty